# Keimfarben
Keimfarben GmbH is een middelgroot bedrijf, gevestigd in Diedorf bij Augsburg. Het bedrijf maakt deel uit van de Leonhard Moll AG [N.V.] en is de grootste producent van silicaatverven ter wereld. Gebouwen zoals het Witte Huis, Buckingham Palace, het Opera House in Sydney en het Bolsjojtheater danken hun kleur aan producten van Keimfarben.
Oprichter Adolf Wilhelm Keim (1851-1913) wordt beschouwd als de uitvinder van silicaatverven (minerale verven), die aan het eind van de negentiende eeuw een revolutie betekenden in de bouwbranche en het schildersambacht.

## Geschiedenis

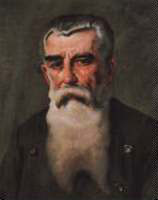
Adolf Wilhelm Keim

Tijdens het bewind van koning Ludwig I van Beieren begon men intensief onderzoek te doen naar waterglas. De vorst toonde zich enthousiast over de veelkleurige kalkfresco's in Noord-Italië en wilde ook thuis in Beieren kunnen genieten van de typerende kleurenpracht van kalkverven. Het gure Duitse klimaat was echter niet geschikt voor de in Italië toegepaste techniek.
Uiteindelijk lukte het de ambachtsman en onderzoeker Adolf Wilhelm Keim om van een mengsel van vloeibaar waterglas (kaliumsilicaat) en minerale kleurpigmenten een verf te maken die bestand was tegen het klimaat ten noorden van de Alpen en tegelijkertijd een briljante kleur bezat. De kleurstabiliteit en duurzaamheid van de verf is het gevolg van de chemische verbinding van het bindmiddel met de ondergrond (verkiezeling). In 1878 verkreeg Keim octrooi op zijn minerale verven en legde daarmee de basis voor het huidige Keimfarben GmbH. De eerste productiefaciliteit stond in de buurt van de kalksteengroeve in Offenstetten (dat tegenwoordig bij Abensberg hoort) in Neder-Beieren.

## Concernstructuur
Hoofdvestiging in Diedorf

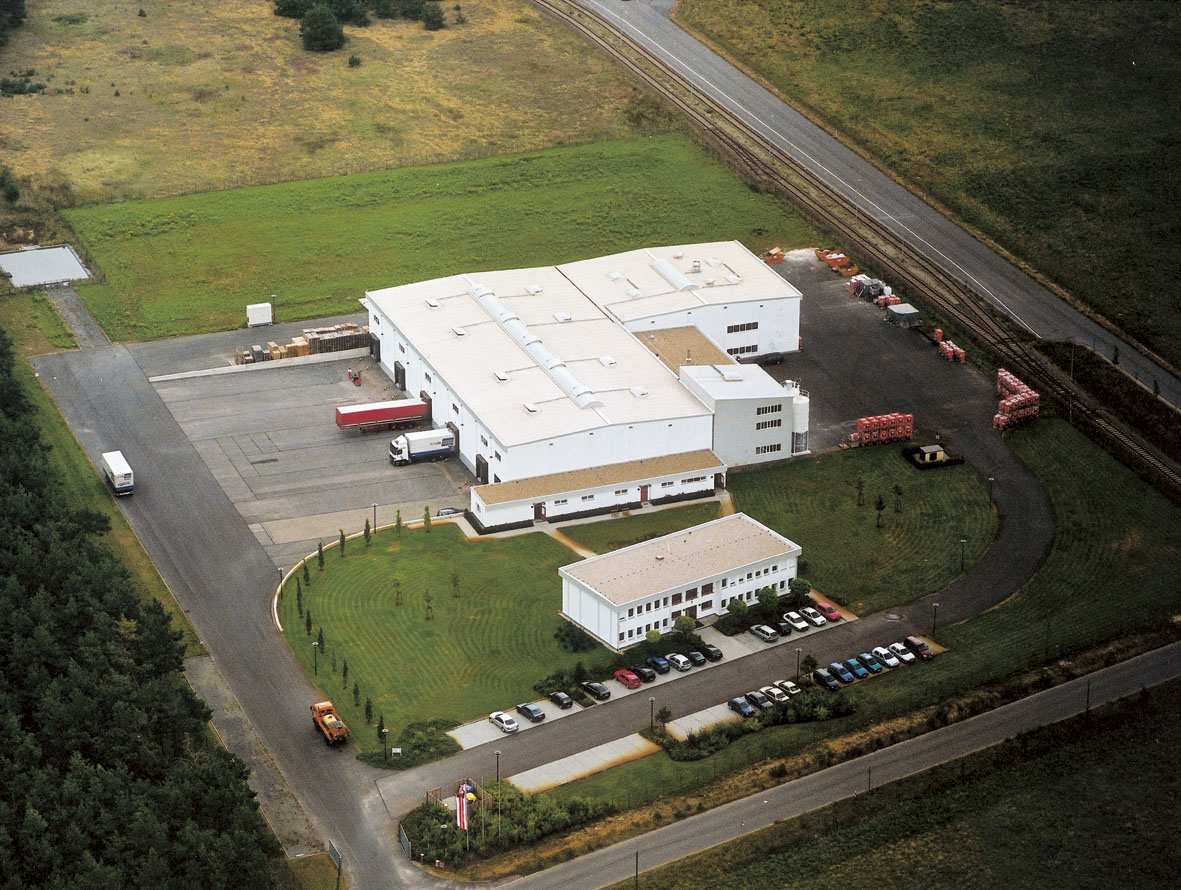
Nevenvestiging in Alteno
Keimfarben heeft twee vestigingen in Duitsland; in Diedorf (hoofdkantoor) en Alteno/Luckau, en is met in totaal elf internationale dochterondernemingen actief in zowel Europa (Oostenrijk, Zwitserland, Italië, Frankrijk, Spanje, Nederland, Groot-Brittannië, Scandinavië, Polen, Tsjechië) als de Verenigde Staten. In landen waar Keimfarben niet wordt vertegenwoordigd door een eigen dochteronderneming heeft het bedrijf geautoriseerde dealers (in Australië, Canada, China, Singapore, Maleisië en Rusland). Op 6 september 2012 is de rechtsvorm van Keimfarben GmbH & Co KG veranderd. Sindsdien opereert het bedrijf onder de naam Keimfarben GmbH.

## Productprogramma
De basis voor het succes van Keimfarben werd gelegd in 1878 met KEIM Purkristalat, een zuivere tweecomponentensilicaatverf. In 1962 volgde de tweede generatie Keim-verven met Keim Granital, de eerste dispersiesilicaatverf die in tegenstelling tot Purkristalat een eencomponentenverf is en daardoor gemakkelijker kan worden verwerkt. In 2002 bracht Keimfarben met Keim Soldalit een sol-silicaatverf of kiezelsol-silicaatverf (met als bindmiddelen kiezelsol en waterglas) op de markt, die het verwerken van silicaatverven sterk vereenvoudigde.
Keimfarben produceert kleursystemen voor buiten- en binnentoepassingen, minerale mortelsystemen en spachtels, natuursteenrestauratiesystemen, thermische isolatiesystemen en systemen voor betonreparatie en -oppervlaktebescherming. Nieuw in het leveringsprogramma is een silicaatverf voor houten oppervlakken.